# Peleteria kuanyan
Peleteria kuanyan är en tvåvingeart som beskrevs av Chao 1979. Peleteria kuanyan ingår i släktet Peleteria och familjen parasitflugor. Inga underarter finns listade i Catalogue of Life.